# هلوسة كحولية

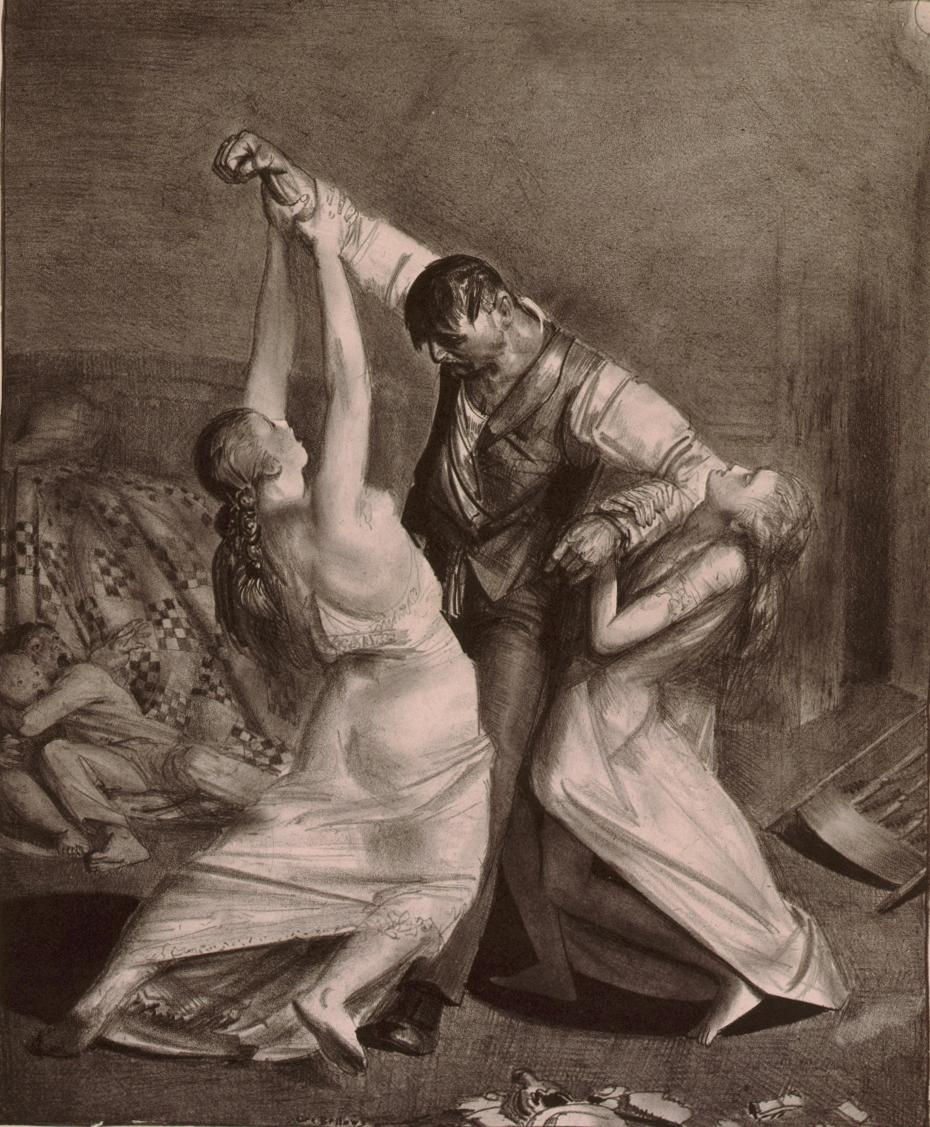
لوحة الأب السكران - جورج بيلوز

الهلوسة الكحولية (أو الذهان المرتبط بالكحول أو الاضطراب الذهاني الناجم عن الكحول) هو أحد مضاعفات إساءة استخدام الكحول لدى الأشخاص الذين يعانون من اضطراب تعاطي الكحول. يعود وصف الحالة إلى عام 1907 على الأقل. يمكن أن تحدث أثناء التسمم الحاد أو الانسحاب مع إمكانية وجود تريوم الهذيان. مرض الهلوسة الكحولية هو اضطراب الذهان غير الشائع إلى حد ما الناجم عن الكحول، يظهر حصرا في الناس بشكل حاد، اضطراب تعاطي الكحول المتكرر (المعروف سابقا باسم المدمنين على الكحول) يظهر للأشخاص الذين لديهم العديد من السنوات المتتالية من الشرب الشديد والثقيل خلال حياتهم. تتطور المهلوسات الكحولية من حوالي 12 إلى 24 ساعة بعد توقف الشرب الثقيل فجأة، ويمكن أن يستمر لعدة أيام. وهو ينطوي على الهلوسة السمعية والبصرية، والأكثر شيوعاً:سماع أصوات الاتهام أو التهديد. يزداد خطر الإصابة بالهلوسة الكحولية عن طريق تعاطي الكحول الثقيل على المدى الطويل واستخدام أدوية أخرى.
سبب الهلوسة الكحولية غير واضح. يبدو أن له علاقة كبيرة بوجود الدوبامين في الجهاز الجوفي مع إمكانية وجوده في أنظمة أخرى. هناك العديد من الأعراض التي يمكن أن تحدث قبل أن تبدأ الهلوسة. وتشمل الأعراض: الصداع، الدوخة, التهيج، الأرق, وعدم الاستعداد. و عادة، يكون لالتهاب الهلوسة الكحولية بداية مفاجئة.
وقد تم التفكير في كل من المهلوسات الكحولية وDTs كمظاهر مختلفة لنفس العملية الفسيولوجية في الجسم أثناء انسحاب الكحول. الهلوسة الكحولية هو تشخيص أقل خطورة بكثير من تريوم الهذيان. اعراض الهذيان لا تظهر فجأة، على عكس الهلوسات الكحولية. الهذيان الكحولي يستغرق ما يقرب من 48 إلى 72 ساعة لتظهر بعد توقف الشرب الثقيل. يظهر رجفان في اليدين ويمكن أن يتطور ويؤثر أيضا على الرأس والجسم. ومن الأعراض الشائعة للهذيان هو أن الناس يصبحون غير متّزنين بشكل حاد. الفرق الأكبر بين الهلوسة الكحولية والهذيان الكحولي هو أن الهلوسة الكحولية لها تشخيص أفضل بكثير من الهذيان الكحولي. وعلاوة على ذلك، يمكن أن يكون تريوم الهذيان قاتل عند عدم المعالجة.
بشكل عام، فإن متعاطين الكحول الذين يعانون من أعراض الانسحاب، مثل الهلوسة الكحولية، يعانون من نقص في العديد من الفيتامينات والمعادن ويمكن لأجسامهم التعامل مع الانسحاب بسهولة أكبر عن طريق تناول المكملات الغذائية. تعاطي الكحول يمكن أن تخلق نقص الثيامين والمغنيسيوم والزنك وحمض الفوليك والفوسفات، فضلا عن تسبب انخفاض نسبة السكر في الدم. ومع ذلك، ظهرت العديد من الأدوية التي تم اختبارها في اختفاء الهلوسة. وأظهرت الذهان والبنزوديازيبينات . البنزوديازيبينات الشائعة هي الكلورديازيبوكسيد واللورازيبام. وقد ثبت أن الإدارة كانت فعالة عن طريق مزيج من الامتناع عن الكحول واستخدام الأدوية. من الممكن أيضًا علاج الانسحاب قبل أن تبدأ الأعراض الرئيسية في الحدوث في الجسم. وقد ثبت أن الديازيبام والكلورديازيبوكسيد لهم الفعالية في علاج أعراض انسحاب الكحول مثل الهلوسة الكحولية. بمساعدة هذه الأدوية المحددة، فإن عملية الانسحاب أسهل. مما يجعل الهلوسات الكحولية أقل عرضة للحدوث